# Innamorarsi con Wilma
Innamorarsi con Wilma è un album della cantante italiana Wilma De Angelis pubblicato dalla casa discografica Saar nel 1996.

## Descrizione
Dieci brani sono cover di successo di artisti come Antonello Venditti, Gianni Togni, Marco Ferradini, Fabio Concato, Claudio Baglioni, i Pooh, Lucio Dalla, Eros Ramazzotti e Zucchero, mentre gli altri quattro brani sono dei vecchi successi della cantante.

## Tracce
1. Nessuno – 3:02
2. Alta marea – 3:04 (testo: Antonello Venditti)
3. Cerasella – 2:23
4. Avrai – 3:53 (testo: Claudio Baglioni)
5. Teorema – 3:43 (testo: Marco Ferradini)
6. Luna – 3:21 (testo: Gianni Togni)
7. Uomini soli – 3:48 (testo: Pooh)
8. Patatina – 2:59
9. Quando vien la sera – 2:23
10. Adesso tu – 3:03 (testo: Eros Ramazzotti)
11. Caruso – 4:03 (testo: Lucio Dalla)
12. Diamante – 4:01 (testo: Zucchero Fornaciari)
13. Roma capoccia – 3:47 (testo: Antonello Venditti)
14. E ti ricordo ancora – 3:06 (testo: Fabio Concato)